# Branná
Branná (německy Goldenstein, do roku 1949 česky Kolštejn) je obec ležící na říčce Branná v okrese Šumperk v Olomouckém kraji. Leží na okraji Hrubého Jeseníku. Žije zde 284 obyvatel a její katastrální území má rozlohu 1456 ha. Historické jádro obce je od roku 1992 městskou památkovou zónou.
Hlavní dopravní spojení představují silnice číslo 369 a železniční trať č. 292, které obec spojují s Hanušovicemi na jihozápadě a Jeseníkem na severovýchodě vzdáleným 15 kilometrů. Dále 22 kilometrů jižně leží město Šumperk, 25 kilometrů východně město Vrbno pod Pradědem a 31 kilometrů jižně město Rýmařov.

## Název
Osada byla pojmenována podle sousedního hradu Goldenstein ("zlatý kámen"), jehož jméno odráželo skutečnost, že se v místě těžilo zlato. Ze zkráceného Goldstein se vyvinulo počeštěné Kolštejn (užívalo se vedle Goldštejn či - v 19. století - Kolštýn). Po druhé světové válce ves přejmenována podle říčky Branné.

## Historie
První písemná zmínka o obci pochází z roku 1325. Od roku 1436 byla obec městečkem, jehož majitelé se ale poměrně často měnili. V 15. a 16. století vlastnil zdejší panství Zvolští ze Zvole, před rokem 1570 se dostal do rukou pánů ze Žerotína. V roce 1581 ho pak koupili Bruntálští z Vrbna, kteří ho drželi do roku 1614. Poté bylo panství prodáno evangelíku Hanuši Petřvaldskému z Petřvaldu, po jehož smrti v roce 1621 bylo panství kvůli účasti na stavovském povstání zkonfiskováno a dáno Karlu, knížeti z Lichtenštejna. Lichtenštejnové zde pak panovali až do velké zemské správní reformy v polovině 19. století.
Od roku 1890 do poloviny 20. století byla Branná městem a v roce 1930 měla přes tisíc obyvatel (samotný Kolštejn 1010 obyvatel), včetně všech připojených osad 1331 obyvatel, převážně německé národnosti (v roce 1921 se k české národnosti hlásily pouze 2 % obyvatel města). Po skončení druhé světové války došlo k vyhnání velké části zdejších obyvatel, v obci zůstalo pouze 421 osob. Po roce 1989 dosud (prosinec 2022) status města nebyl obnoven.

## Obyvatelstvo
| Rok            | 1869  | 1880  | 1890  | 1900  | 1910  | 1921  | 1930  | 1950 | 1961 | 1970 | 1980 | 1991 | 2001 | 2011 | 2021 |
| -------------- | ----- | ----- | ----- | ----- | ----- | ----- | ----- | ---- | ---- | ---- | ---- | ---- | ---- | ---- | ---- |
| Počet obyvatel | 1 274 | 1 460 | 1 428 | 1 375 | 1 432 | 1 246 | 1 331 | 521  | 525  | 454  | 430  | 399  | 375  | 285  | 272  |
| Počet domů     | 188   | 191   | 221   | 210   | 222   | 219   | 232   | 183  | 107  | 96   | 90   | 92   | 99   | 101  | 109  |

## Obecní správa
Od 1. července 1975 do 23. listopadu 1990 k obci patřil Šléglov.

### Obecní symboly
Vlajka byla obci udělena rozhodnutím předsedy Poslanecké sněmovny Parlamentu České republiky dne 13. února 1996.

## Pamětihodnosti
V katastru obce jsou evidovány tyto kulturní památky:
- Komplex zámku se zříceninou hradu Kolštejn – renesanční komplex budov, tvořící urbanistický celek s bývalým fojtstvím a farním kostelem. V současné době (2014) je v rekonstrukci a veřejnosti nepřístupný. Jeho součástí jsou:
  - horní hrad - zbytky gotického hradu z 2. poloviny 14. století (první zmínka 1325)
  - střední renesanční palác – jednopatrová stavba z let 1570–1580
  - dolní renesanční palác – jednopatrová stavba s dvoupatrovou věží a přízemní jižní částí
  - vnější portál dolního renesančního paláce – pískovcový z roku 1597, s reliéfy Bruntálských z Vrbna a Hoffmanů z Grunpuchu
  - vnitřní portál dolního renesančního paláce – pískovcový z doby po roce 1615, s bosáží a erby pánů z Petřvaldu a Ulerstofenů z Němčího
  - hradní most – fragment mostu přes bývalý vodní příkop ze 16. století
- Kostel Archanděla Michaela – renesanční kostel z let 1612–1614, upravený před polovinou 18. století; k areálu patří dále:
  - socha sv. Jana Nepomuckého – ve výklenku zdi závěru kostela, datovaná do roku 1733
  - sousoší Piety – před závěrem kostela, lidová kamenická práce z roku 1663
  - budova fary – klasicistní z roku 1784
- Fojtství čp. 14 – renesanční stavba z konce 16. století
- Hřbitovní kaple se zvonicí – drobná zlidovělá architektura z roku 1810
- Chalupa se stodolou čp. 75 – dvojdílná dřevěná srubová architektura s pavlačí z 19. století
- Dům čp. 86 – zemědělská usedlost z poloviny 19. století, na kraji obce u potoka
- Boží muka u silnice na Vikantice – barokní pilířová z roku 1762
- Kašna s plastikou Hygie na náměstí – z roku 1866, litinová plastika je z roku 1901
- Vodní mlýn čp. 97 a část zaklenutého potoka
- Muzeum vodárenství a vodárna na nádraží Branná

Pod obcí se nalézá mariánský pramen, který býval v minulosti cílem procesí. Související kostel byl brzy po přestavbě zrušen za josefínských reforem.

## Galerie

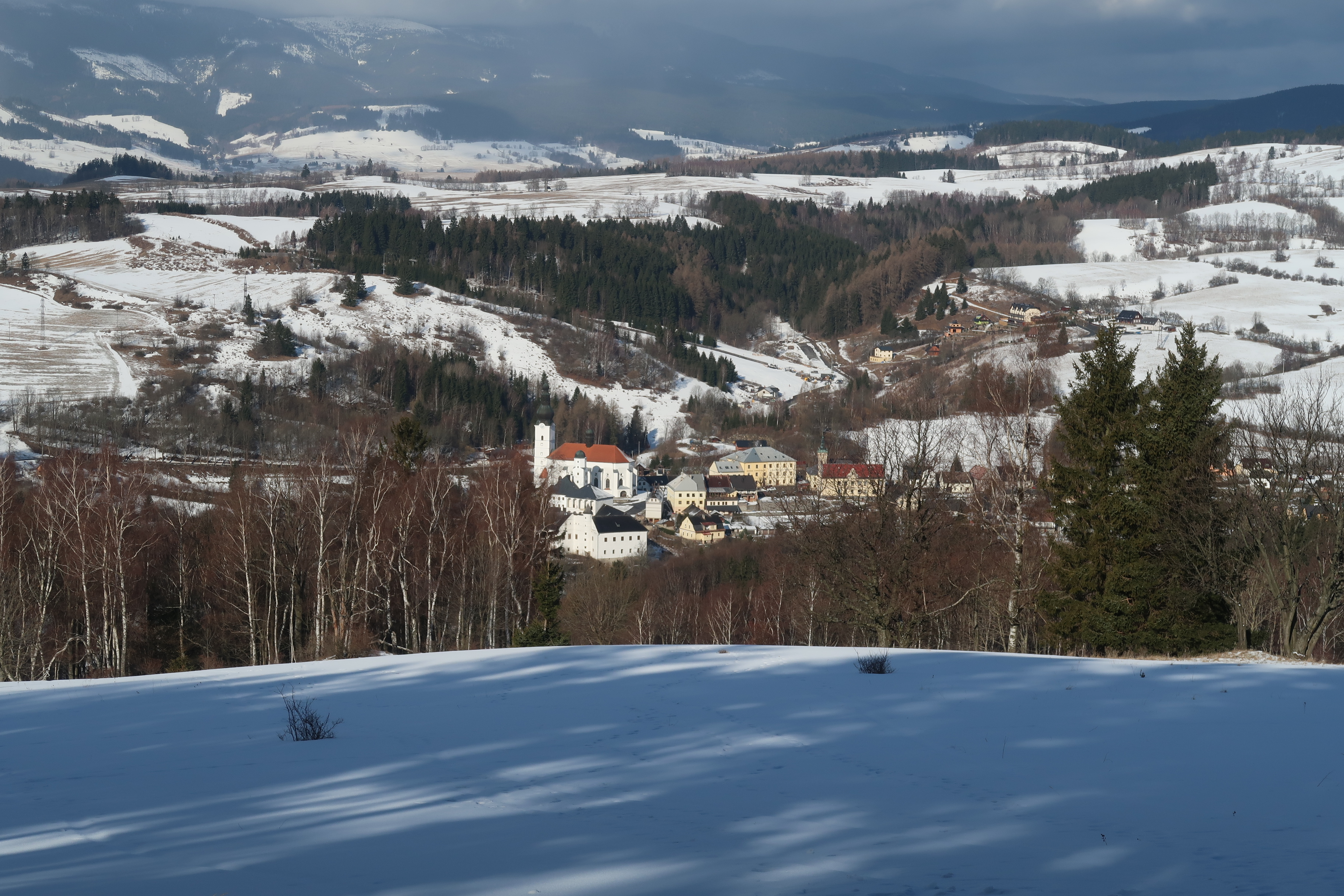
Panorama Branné z vyhlídky nad Předním Alojzovem
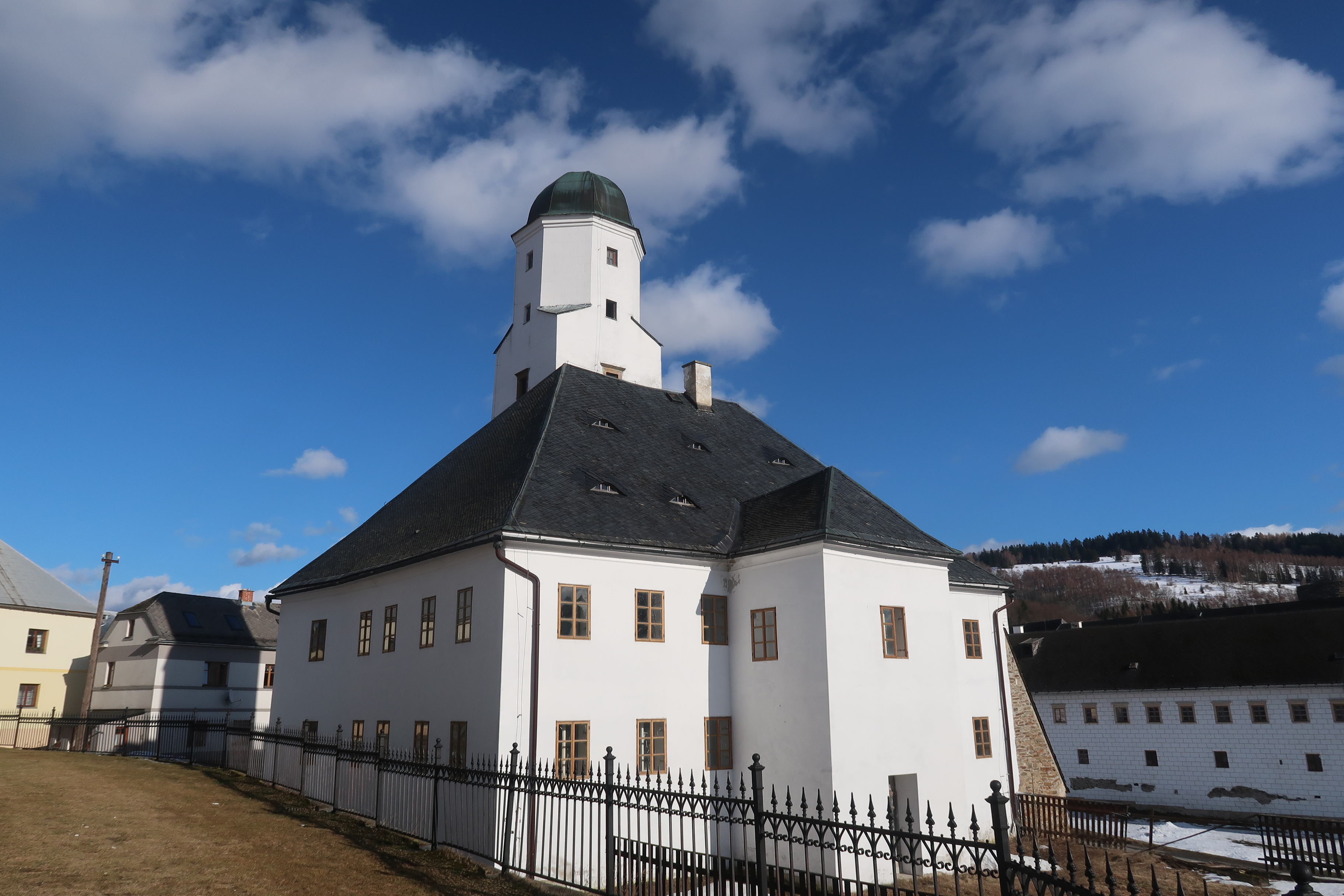
Budova fojtství na náměstí
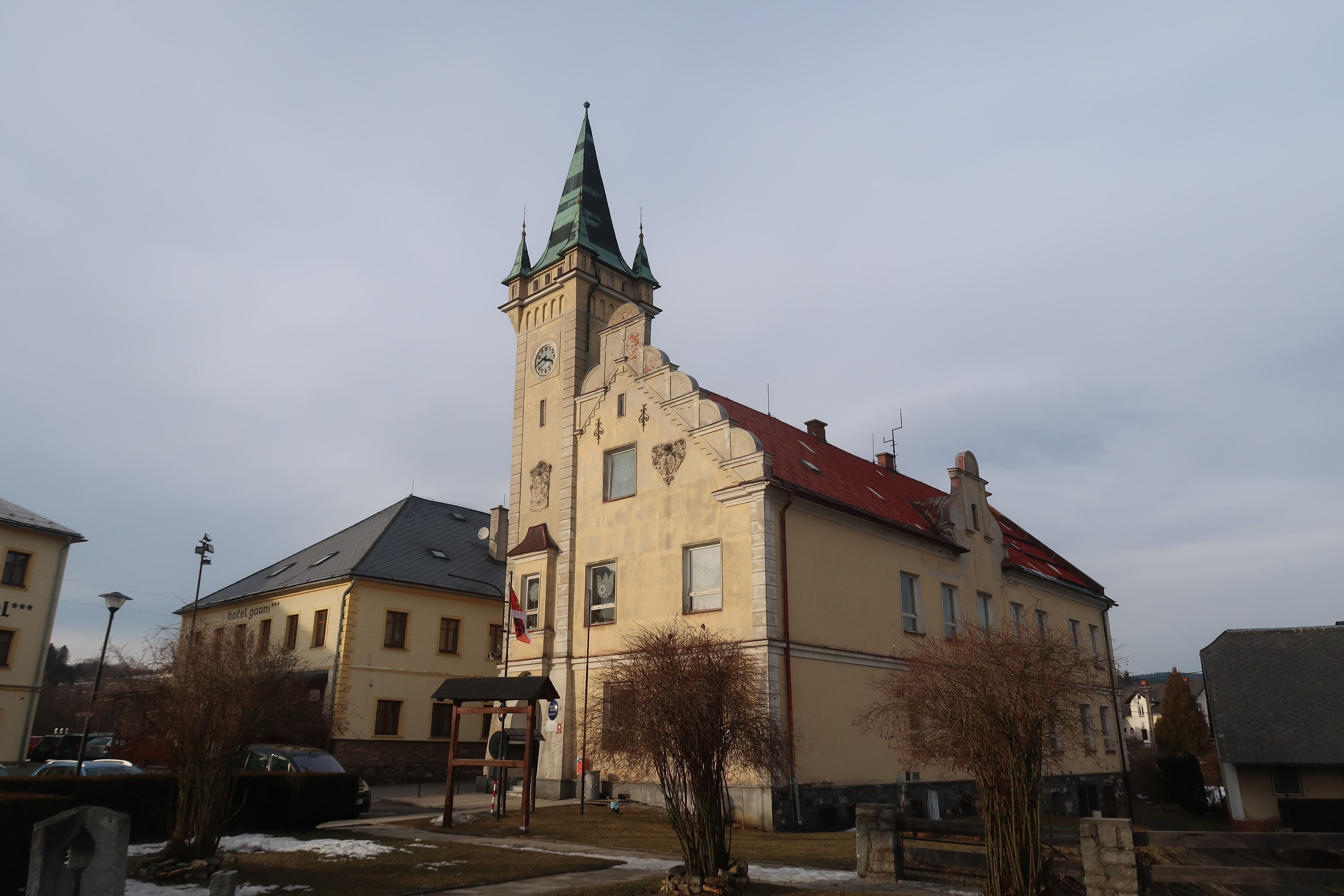
Radnice (1905–1906) na náměstí
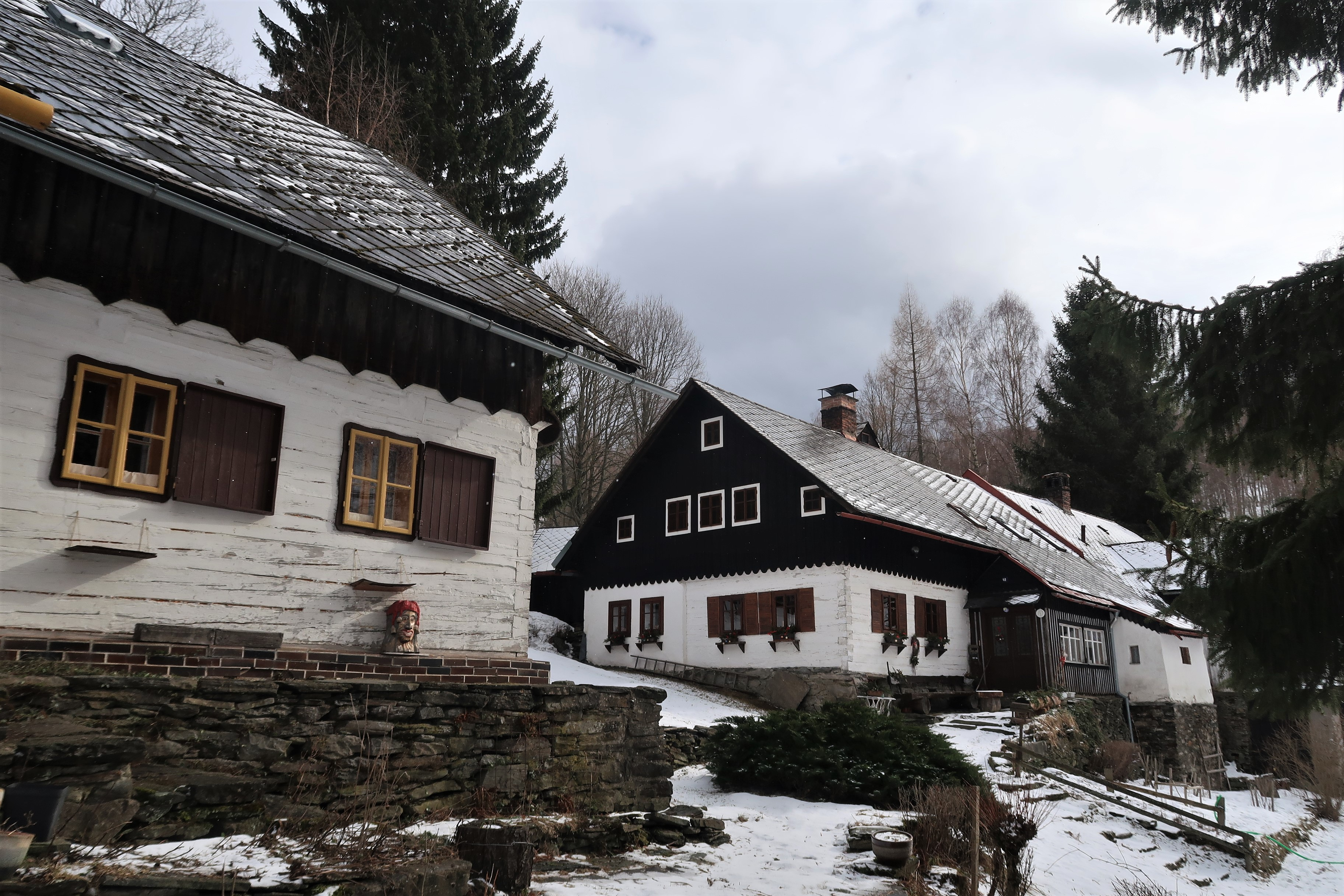
Místní část Přední Alojzov s dochovanou lidovou architekturou
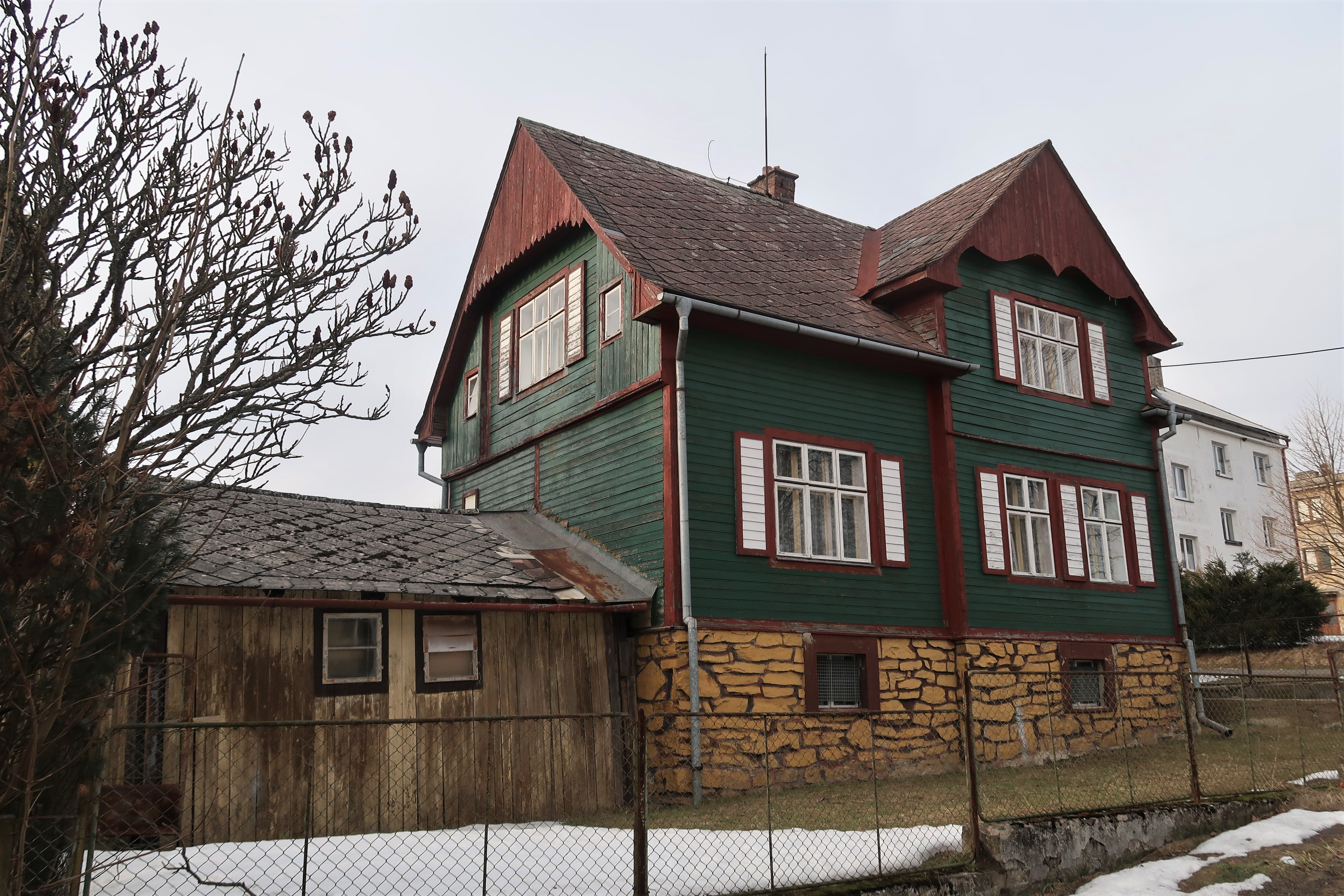
Městská památková zóna, č. p. 188
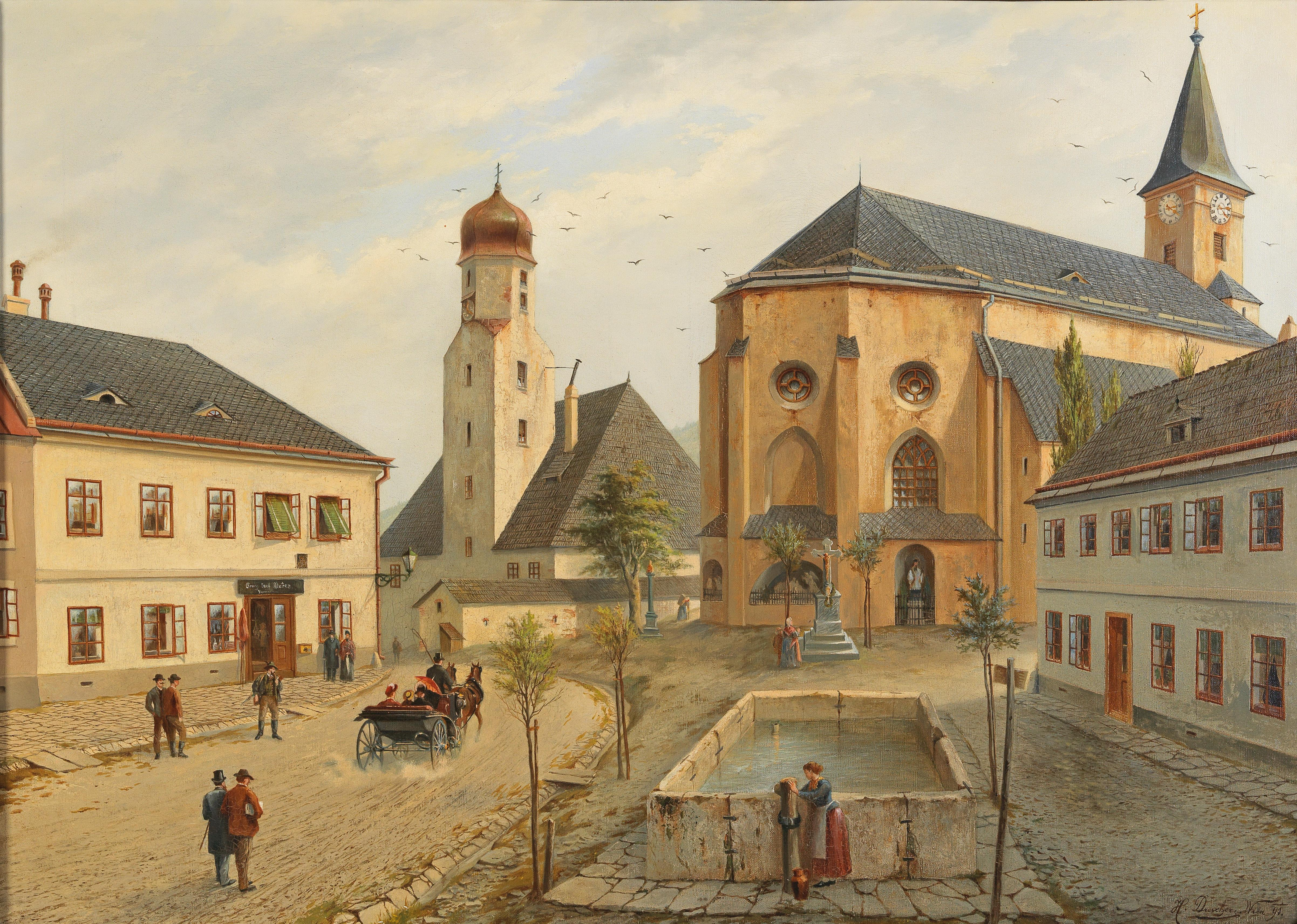
náves v Branné, malba Heinricha Dreschera, 1891
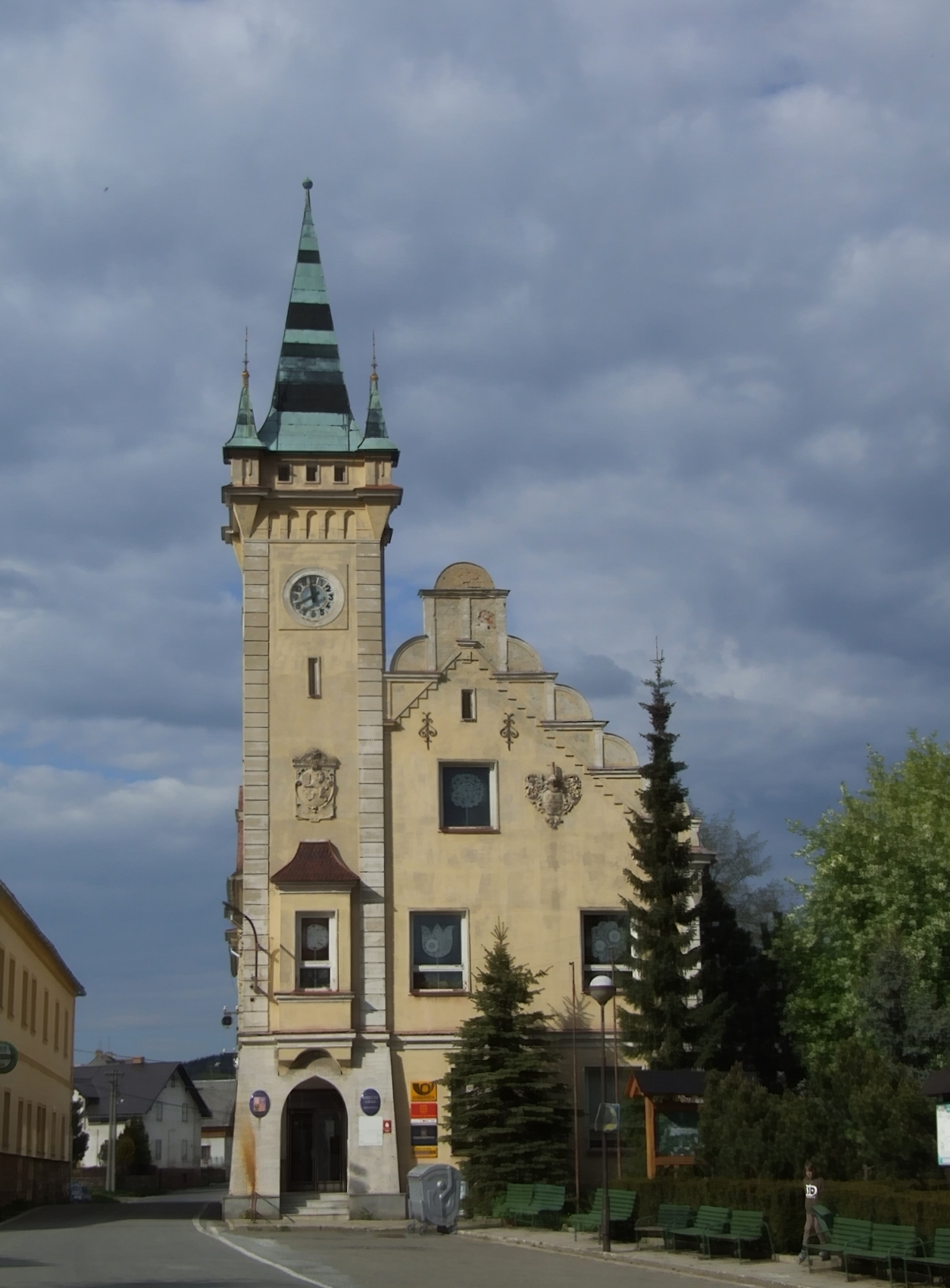
Radnice
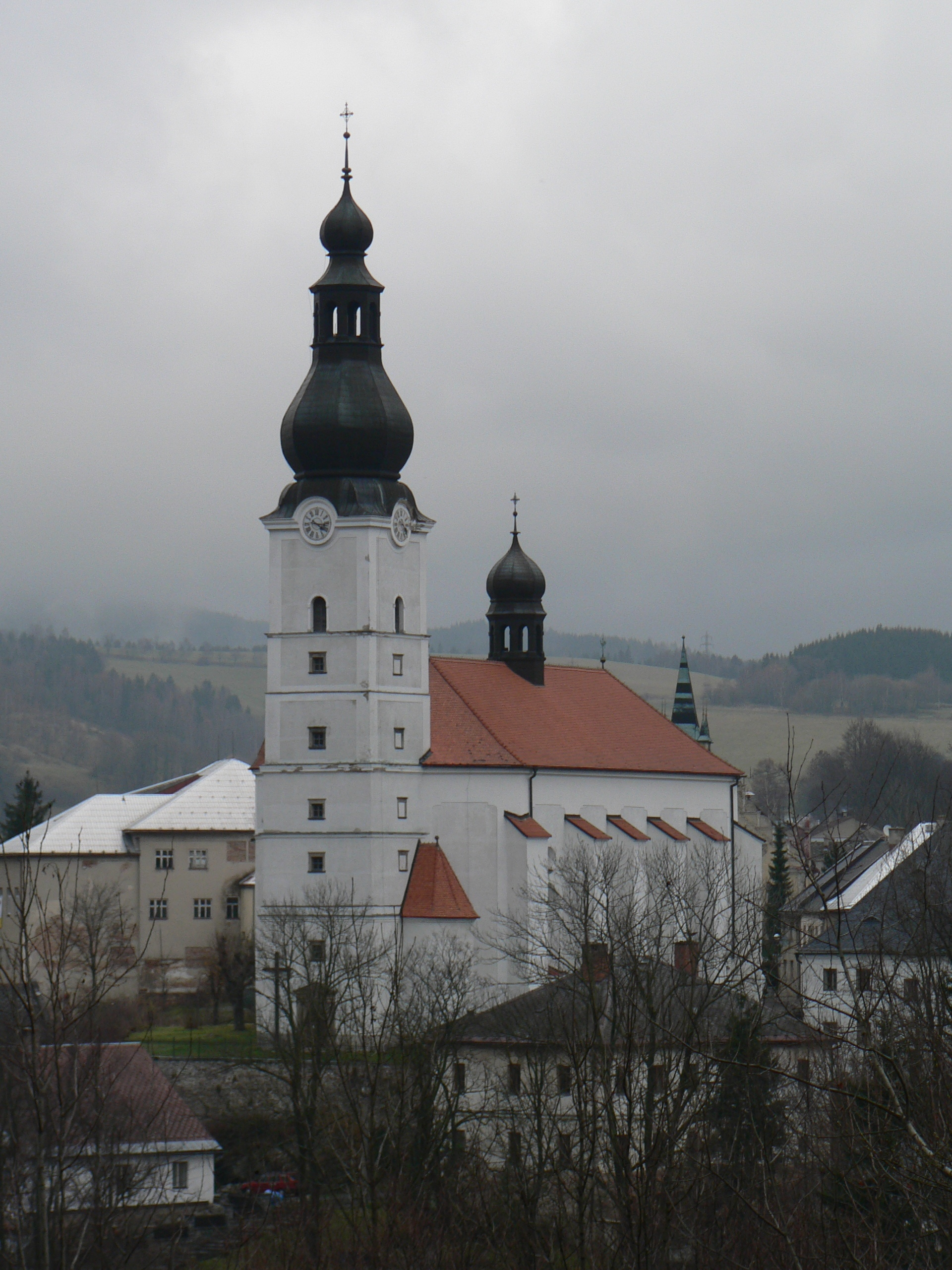
Kostel Archanděla Michaela
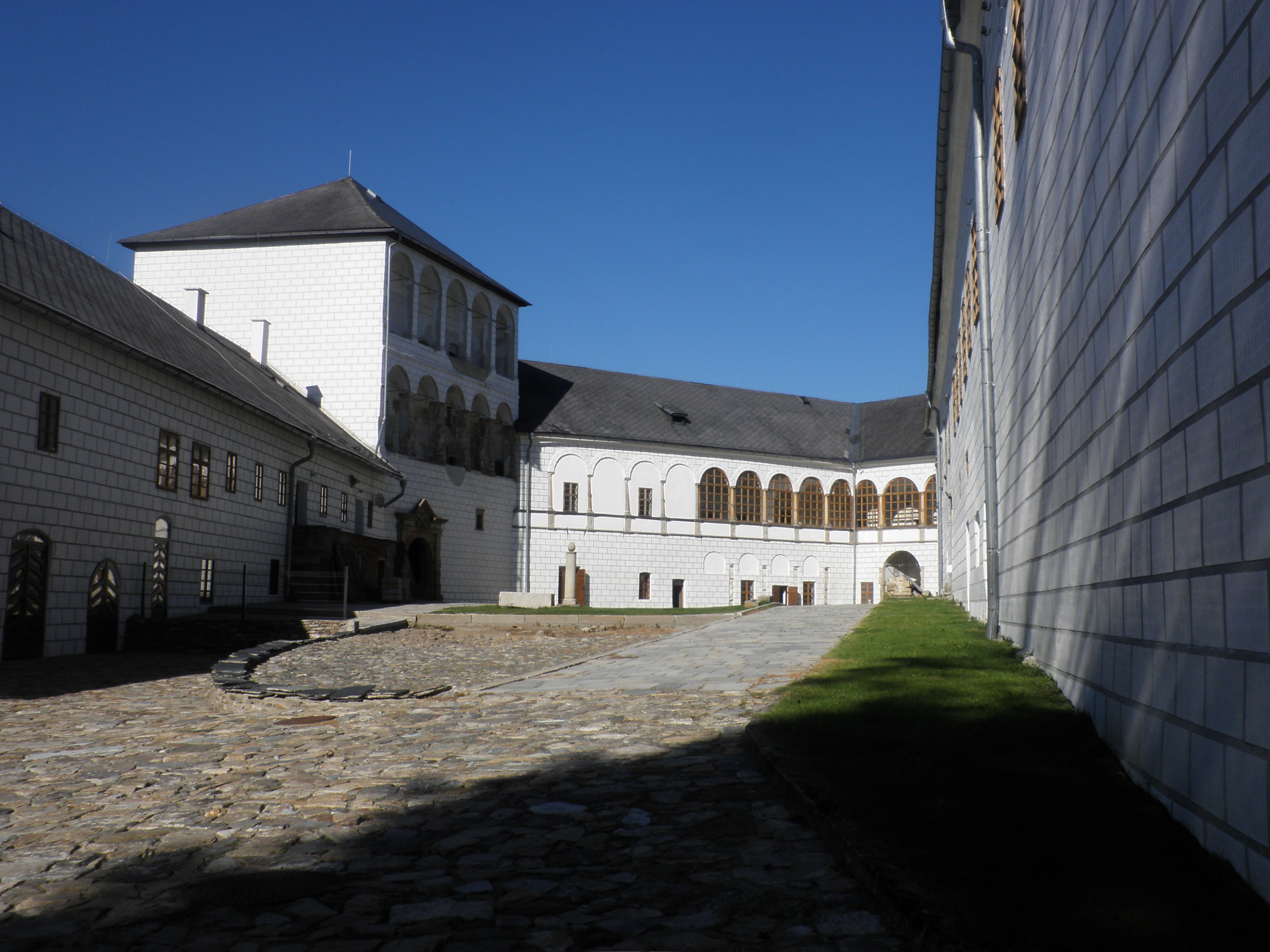
Zámek Branná (hrad Kolštejn)
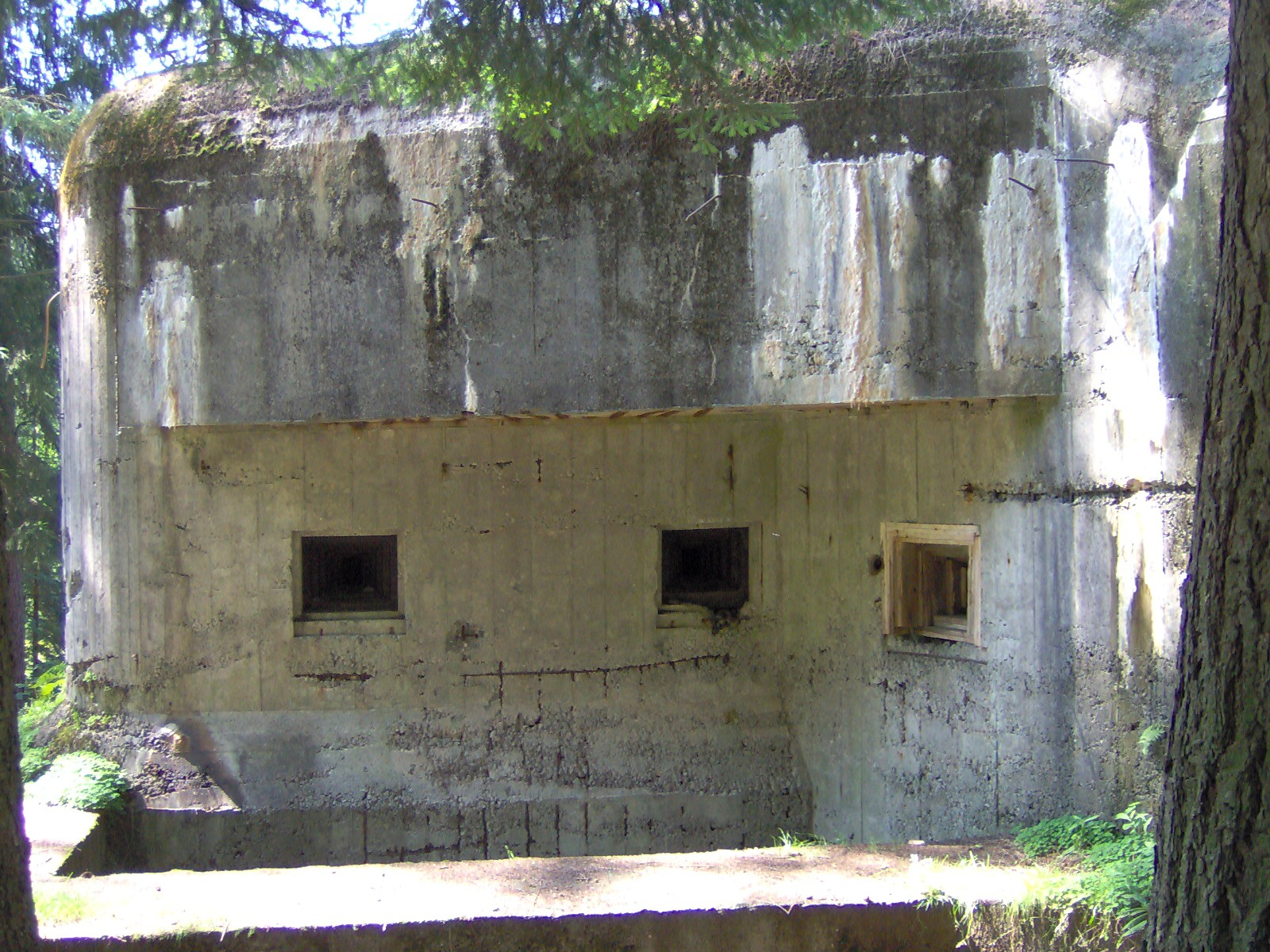
Objekt StM-S 52